# Język gafat
Język gafat – wymarły język semicki z południowej gałęzi języków etiopskich, używany dawniej na terenach dzisiejszej Etiopii w południowej części dorzecza Nilu Błękitnego. Został wyparty przez język amharski.